# Pseudozonitis martini
Pseudozonitis martini är en skalbaggsart som först beskrevs av Henry Clinton Fall 1907.  Pseudozonitis martini ingår i släktet Pseudozonitis och familjen oljebaggar. Inga underarter finns listade i Catalogue of Life.